# Tarek Elrich
Tarek Elrich (Sídney, Australia, 1 de enero de 1987) es un futbolista australiano. Juega de defensor y su equipo es el Perth Glory.

## Biografía
Su hermano mayor Ahmad Elrich también es futbolista.

## Selección
Ha sido internacional con la selección de fútbol de Australia en tres ocasiones sin anotar goles.

## Clubes
| Club                     | País      | Año       |
| ------------------------ | --------- | --------- |
| Sydney Olympic           | Australia | 2003-2008 |
| Newcastle Jets           | Australia | 2008-2012 |
| Western Sydney Wanderers | Australia | 2012-2013 |
| Adelaide United          | Australia | 2013-2018 |
| Western Sydney Wanderers | Australia | 2018-2020 |
| Perth Glory              | Australia | 2020-     |